# اوبرتربرا
اوبرتربرا (به آلمانی: Obertrebra) یک شهر در آلمان است که در تورینگن واقع شده‌است. اوبرتربرا ۲۸۱ نفر جمعیت دارد.